# Alfred Thörne

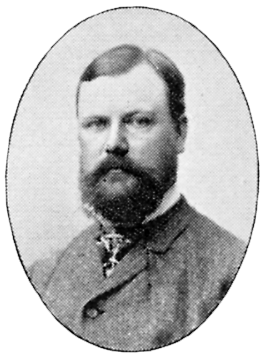
Alfred Thörne.

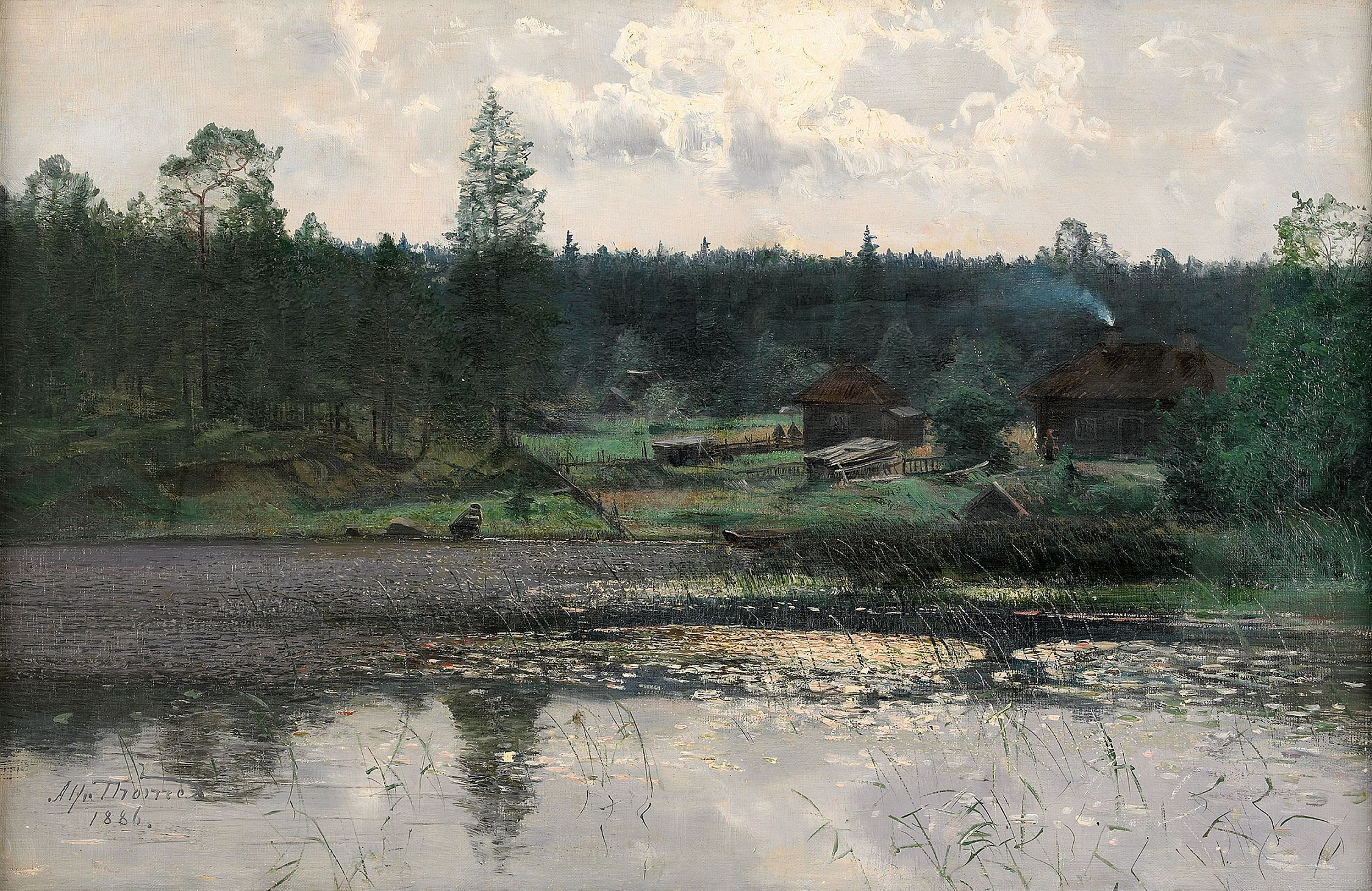
Insjölandskap med gård (1886), av Alfred Thörne

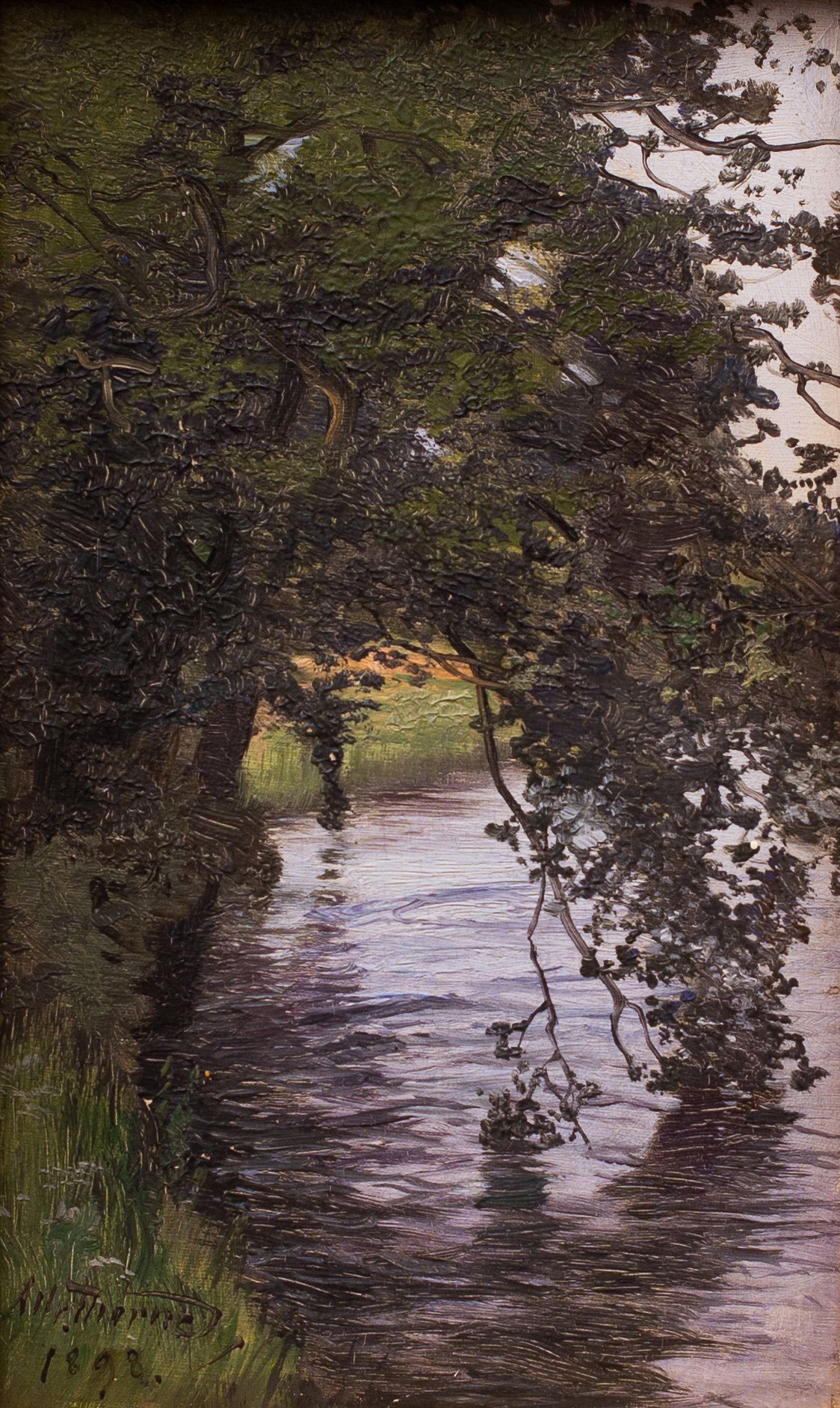
Brefvens bruk, 1898

Sven Alfred Thörne, född 24 april 1850 i Horn, Östergötland, död 15 mars 1916 i Stockholm, var en svensk målare.
Han var son till skomakaren Sven Petter Thörne och Inga Catrina Nilsdotter och från 1891 gift med Matilda Josefina Wahlberg. Thörne studerade för Per Daniel Holm vid Konstakademien i Stockholm 1874–1880. Han vann kungliga medaljen 1880 för målningen Sommarmorgon. 1881 blev han agré vid konstakademien. 1884 fick han ett resestipendium och studerade i Tyskland, Frankrike, Italien och Belgien 1884–1886. Tillsammans med Olof Hermelin ställde han ut i Stockholm 1910 och han medverkade i några av Konstakademiens utställningar i Stockholm samt den nordiska konst- och industriutställningen i Köpenhamn 1888, Göteborgsutställningen 1891, World's Columbian Exposition i Chicago 1893 och i en rad av Svenska konstnärernas förenings utställningar i olika landsorts städer. En minnesutställning med hans konst visades på Konstnärshuset 1916. 
Bland hans offentliga arbeten märks en altartavla för Vimmerby kyrka och flera av hans målningar återges i verket Lappland. Det stora framtidslandet från 1908. Han har målat berglandskap från södra Tyskland och svenska landskap från Mälardalen, Dalarna och Bergslagen. Han målade även porträtt och arbetade som teckningslärare. Thörne är representerad vid Nordiska museet, Nationalmuseum, Östergötlands museum, Norrköpings konstmuseum, Gävle museum och Sundsvalls museum.